# トーマス・ウィリアムス・ジュニア
トーマス・ウィリアムス・ジュニア（Thomas Williams Jr.、1987年8月25日 - ）は、アメリカ合衆国の男性プロボクサー。メリーランド州フォート・ワシントン出身。積極性と思い切りの良さで相手の急所を的確に切り裂くフックを武器にする選手だが打ち合いで相手のパンチをもらってふらつく脆さを兼ね備えている。父は元ヘビー級世界ランカーのトーマス・ウィリアムス・シニア。

## 来歴
2010年11月6日、ウィリアムス・ジュニアはプロデビューを果たし4回3-0(2者が40-35、40-36)の判定勝ちを収め白星でデビューを飾った。
2014年1月24日、コーネリアス・ホワイトとNABO北米ライトヘビー級王座決定戦を行い初回2分49秒TKO勝ちを収め王座獲得に成功した。
2014年8月1日、元WBA世界ライトヘビー級王者ガブリエル・カンピージョと対戦し初黒星となる5回終了時棄権によるTKO負けを喫し初防衛に失敗し王座から陥落した。
2016年4月30日、スタブハブ・センターでビクター・オルティスVSアンドレ・ベルト第2戦の前座でエドウィン・ロドリゲスと対戦し2回2分59秒KO勝ちを収めた。
2016年7月29日、ケベック・シティーのコリシー・ペプシでWBC世界ライトヘビー級王者アドニス・ステベンソンと対戦し4回2分54秒KO負けを喫し王座獲得に失敗した。

## 獲得タイトル
- NABO北米ライトヘビー級王座